# Eumelanina

Representação esquemática da estrutura química da eumelanina

A Eumelanina é um pigmento e um dos tipos de melanina, sendo responsável por tons escuros de cor na pele, cabelo e olhos em seres humanos e em muitos animais.
É um polímero complexo derivado da tirosina, um aminoácido. A eumelanina existe em duas formas principais: eumelanina negra, que dá origem a tons mais escuros, como preto e marrom profundo, e eumelanina marrom, que produz variações mais claras de marrom.
A sua presença e concentração definem a tonalidade característica dos cabelos, da epiderme e da íris, influenciando de maneira relevante a variedade de características físicas encontrada em diferentes organismos.